# Áprily Lajos Irodalmi Kör

Áprily Lajos Irodalmi Kör – a petrozsényi Művelődési Házban 1970 és 1979 között működő Könyvbarátok Társasága keretében 1974-ben alakult irodalompártoló társaság. A magyar anyanyelvű bányász fiatalság művelődését szolgálta, elnöke Kacsó József, a bányászati főiskola hallgatója, irányítója Kiss Ilona magyar irodalom szakos tanárnő volt. A petrozsényi elméleti líceum növendékeinek Barcsay Ábrahám Irodalmi Körével és a magyar általános iskola Mesekörével együttesen szerepeltek irodalmi rendezvényeken. Utóda 1976-tól a kétnyelvű Meridian irodalomnépszerűsítő kör volt, míg Áprily Lajos költő nevét a nagyenyedi Bethlen Gábor Kollégium irodalmi köre őrizte címében.